# 순천 송광사 십육조사진영
순천 송광사 십육조사진영(順天 松廣寺 十六祖師眞影)은 조선 시대에 고려 후기 활동한 고승 16명을 그린 회화이다. 1990년 9월 20일 대한민국 보물 제1043호로 지정되었다. 현재 1, 2, 14세를 제외한 모든 작품이 도난된 상태이다.

## 개요
보조국사 지눌을 비롯해 송광사를 중심으로 고려 후기에 활약한 16명의 고승들의 초상화로 모두 16점이다. 보조국사의 초상화는 가로 77.4cm, 세로 134.8cm로 16점 모두 규모나 제작수법이 동일한 것으로 같은 화가에 의해 그려진 것으로 보인다.
오른쪽을 바라보며 앉아있는 보조국사를 중심으로 왼쪽에는 7명이 중앙을 바라보며 있고 오른쪽에 8명이 중앙을 바라보며 있다. 보조국사는 녹색 장삼에 붉은 가사를 입고 오른손에 지팡이를 쥔 모습이다. 옷자락은 선으로 윤곽을 그리고 색의 농담으로 부드럽고 안정된 느낌을 보여준다.
정조 4년(1780)에 안치된 이 초상화들의 보존상태는 양호하며 조선 중기 불교 초상화의 기법을 알 수 있는 중요한 작품이라 할 수 있다.
보조국사(普照國師)를 비롯하여 2세(世) 진각국사(眞覺國師), 3세(世) 청진국사(淸眞國師), 4세(世) 충경진명국사(沖鏡眞明國師), 5세(世) 회당자진국사(晦堂慈眞國師), 6세(世) 자정국사(慈精國師), 7세(世) 원감국사(圓鑑國師), 8세(世) 자각국사(慈覺國師), 9세(世) 담당화상(湛堂和尙), 10세(世) 혜감국사(慧鑑國師), 11세(世) 자원국사(慈圓國師), 12세(世) 혜각국사(慧覺國師), 13세(世) 각암국사(覺巖國師), 14세(世) 부암정혜국사(復菴淨慧國師), 15세(世) 홍진국사(弘眞國師), 16세(世) 고봉화상(高峯和尙) 등 송광사(松廣寺)를 중심으로 고려후기(高麗後期)에 활약하던 16인(人)의 고승진영(高僧眞影)으로서 송광사(松廣寺) 국사전(國師殿)에 봉안(奉安)되어 있다. 전신좌안(全身左顔) 7분면(分面)의 의자상(椅子像)인 보조국사(普照國師) 진영(眞影)을 중앙(中央)에 안치하고, 이를 중심으로 하여 왼쪽엔 짝수세(世) 7인(人)이 중앙을 향(向)하는 우안(右顔)으로, 오른쪽엔 홀수세(世) 8인(人)이 역시 중앙을 향하여 좌안(左顔)으로 조성(造成)되어 배열되고 있다.
16점의 작품은 규격(規格)이나 제작수법(製作手法)이 거의 같아서 동일 시기에 동일 화사(畵師)에 의하여 일괄 제작된 것으로 보인다. 화기(畵記)는 보조국사(普照國師) 진영(眞影)의 하단(下段)에 상세히 기록되어 있고 나머지 진영에는 시주자(施主者)의 이름만이 기록되어 있는데 화기(畵記)에 의하면 건륭(乾隆)45년(年)(1780) 4월(月) 중성(重成)되어 영당(影堂)에 안치되었으며, 작자(作者)는 금어(金魚), 쾌윤(快玧), 복찬(福璨)인 것으로 되어 있다.
형식(形式)은 모두 전신(全身) 의자상(椅子像)으로 되어 있으나, 의자 위에 가부좌(跏趺坐)를 한 것도 3세 청진(淸眞), 4세 진명(眞明), 8세 자각(慈覺), 9세 담당(湛堂), 10세 혜감(慧鑑), 12세 혜각(慧覺), 13세 각암(覺巖), 14세 정혜(淨慧), 15세 홍진(弘眞) 진영(眞影) 등 9점(點)에 이른다. 지물(持物)로는 불자(拂子)를 들었거나 보조국사(普照國師)처럼 주장자(柱杖子)를 짚었으며, 지물(持物)이 없는 경우는 선정인(禪定印) 또는 설법(說法)의 자세를 취하고 있다.
색조(色調)는 대부분 암갈색의 어두운 배경에 녹색(綠色)을 주색조(主色調)로 사용하고 있다.

## 갤러리

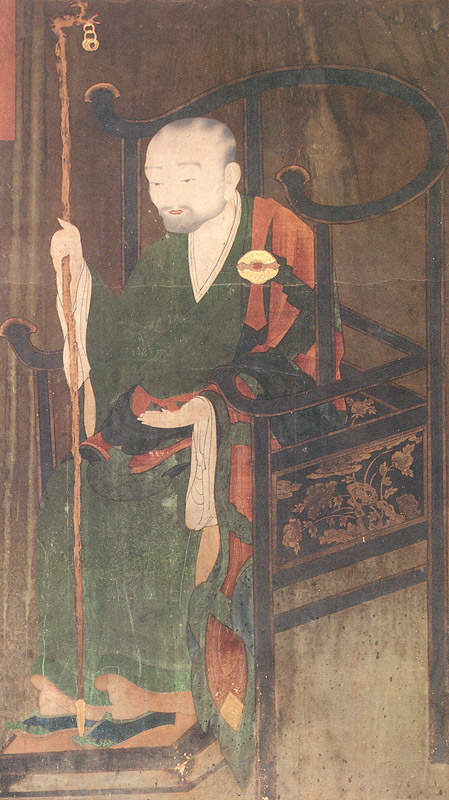
제1세 보조국사
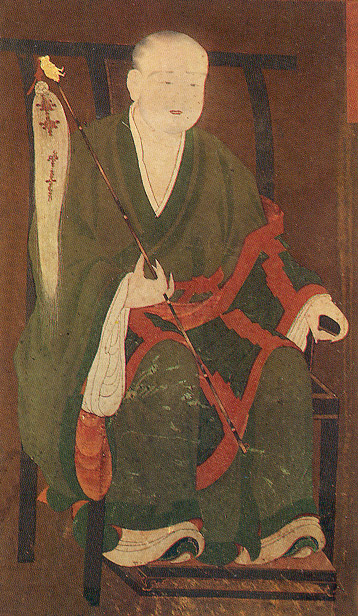
제2세 진각국사
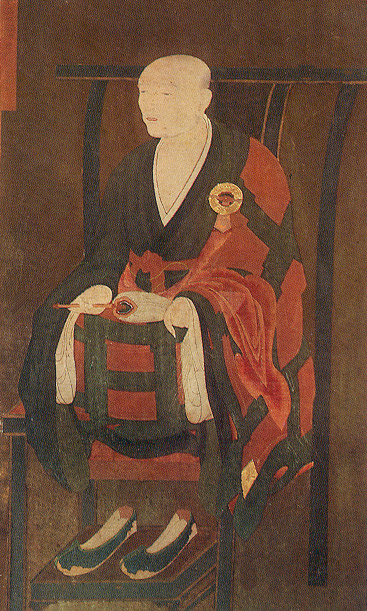
제3세 청진국사
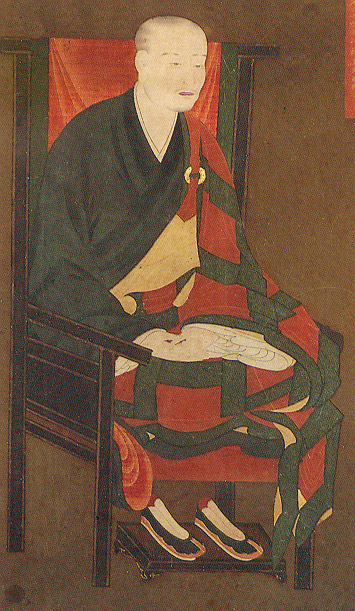
제4세 진명국사
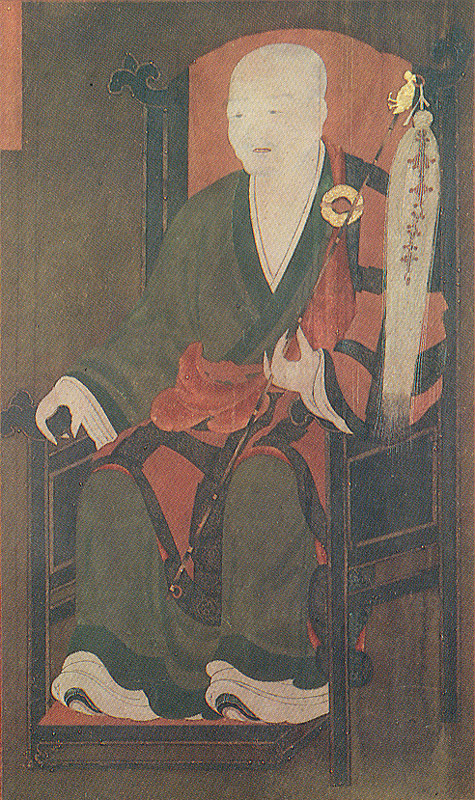
제5세 자진국사
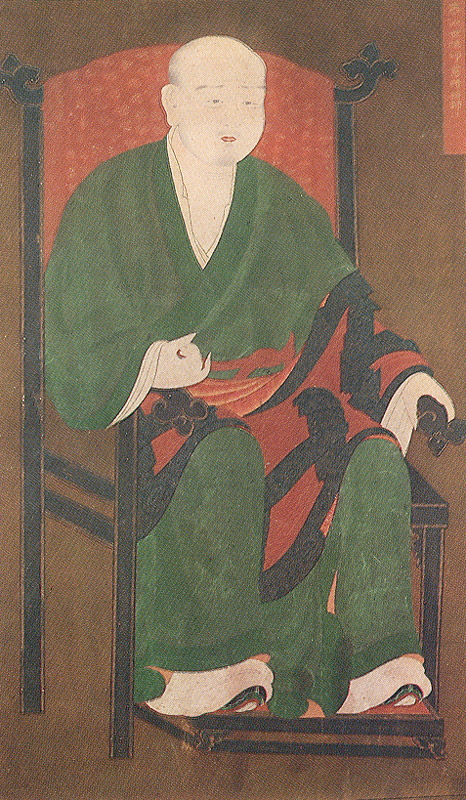
제6세 원감국사
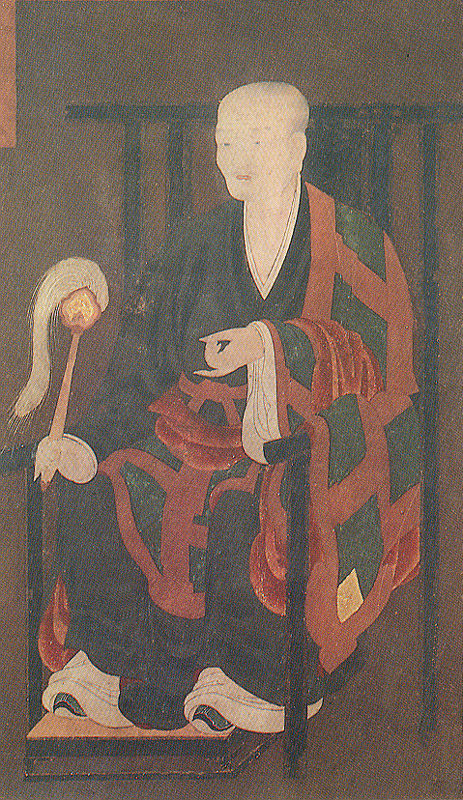
제7세 자정국사
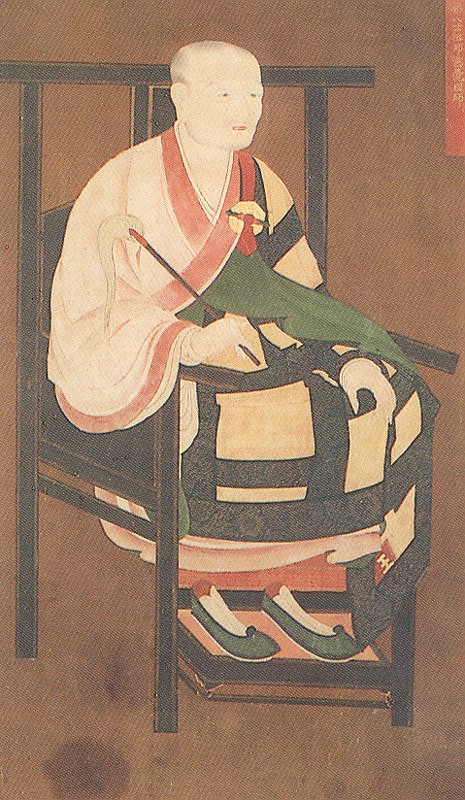
제8세 자각국사
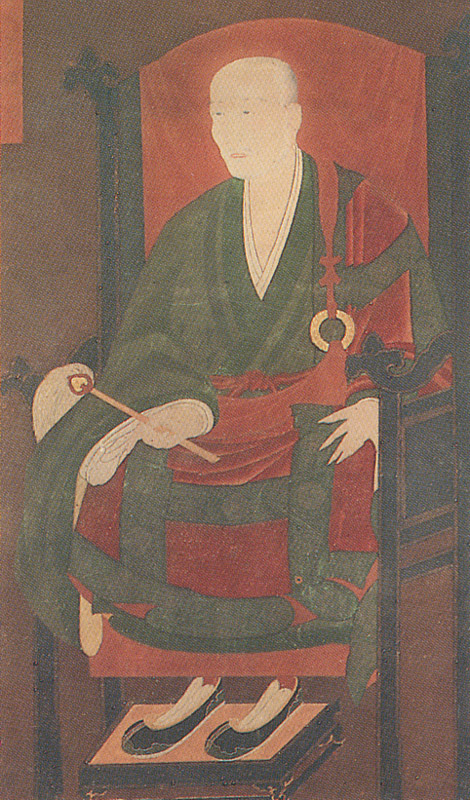
제9세 담당화상
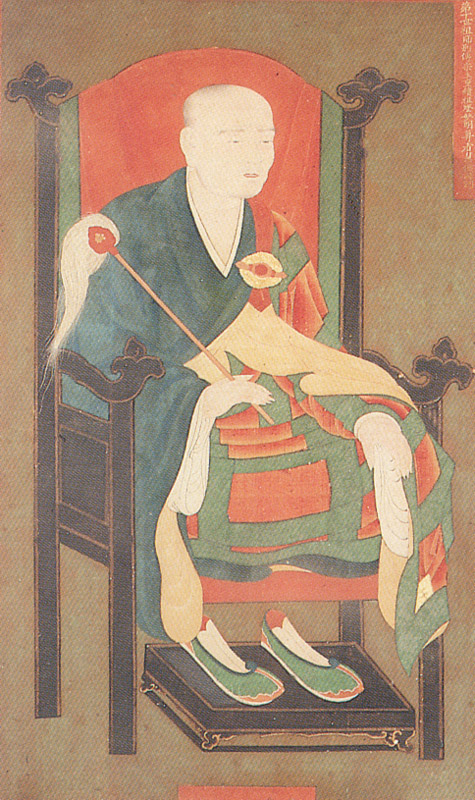
제10세 혜감국사
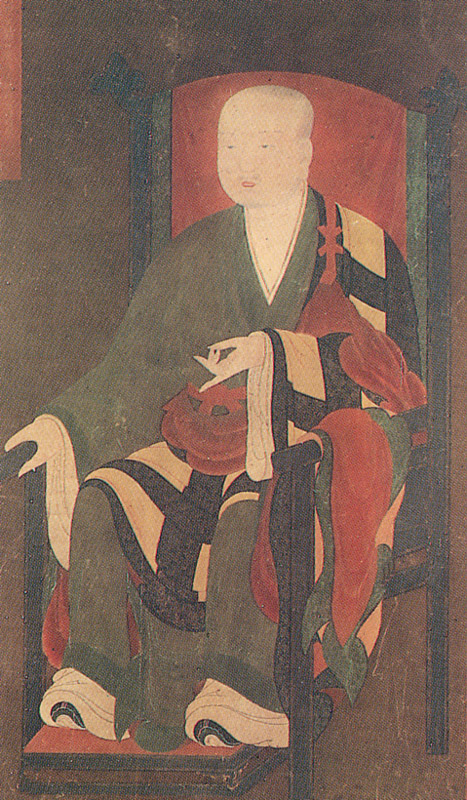
제11세 자원국사
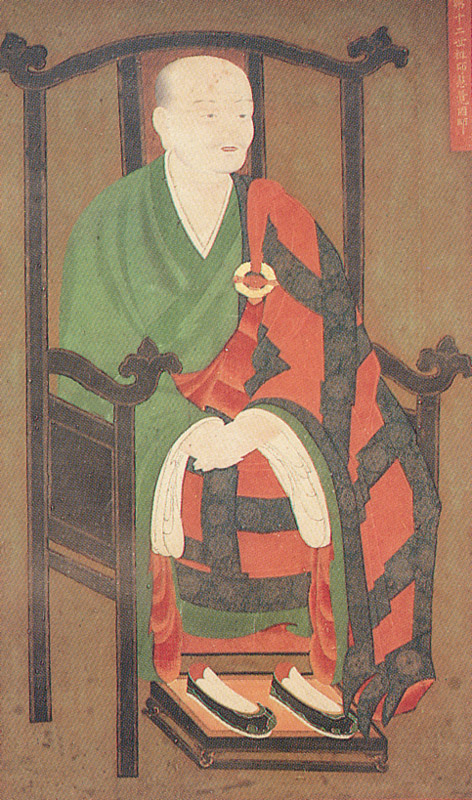
제12세 혜각국사
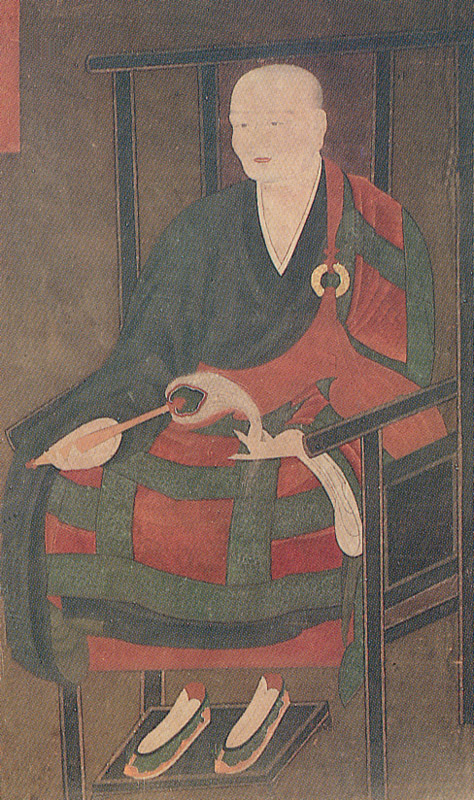
제13세 각암국사
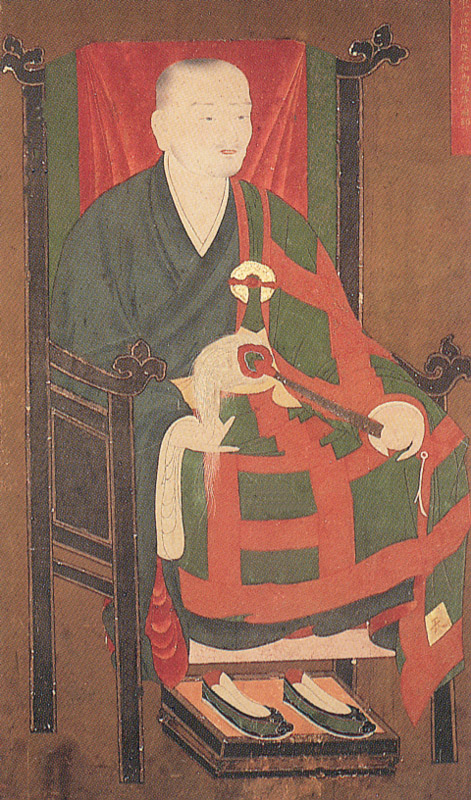
제14세 정혜국사
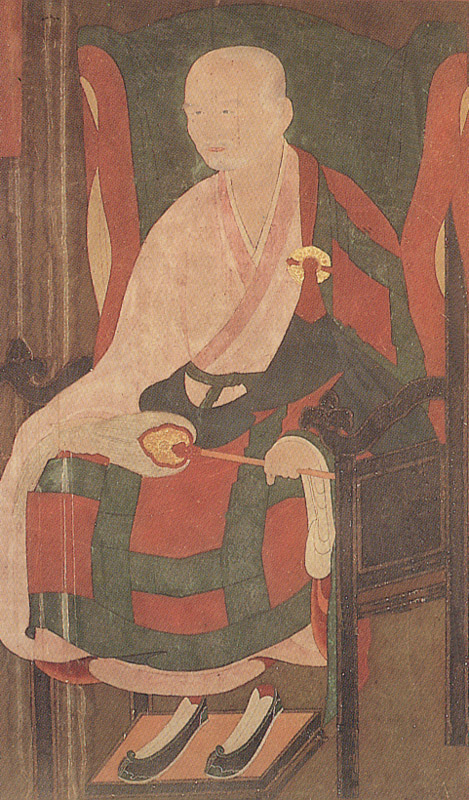
제15세 홍진국사
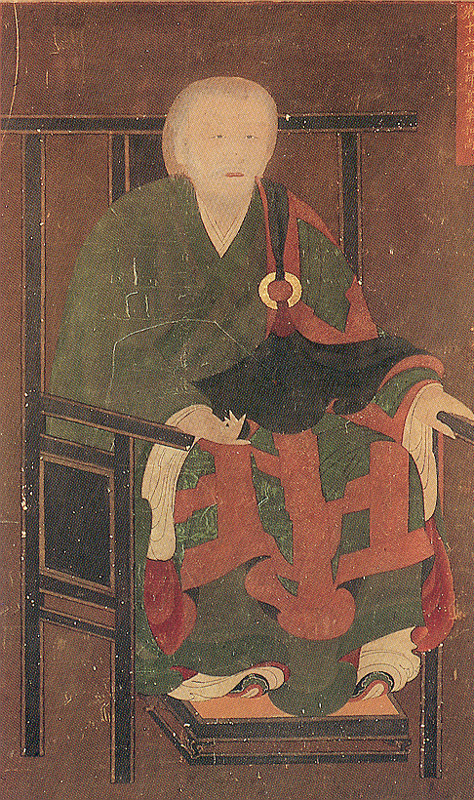
제16세 고봉화상

## 같이 보기
- 송광사

## 참고자료
- 순천 송광사 십육조사진영 - 국가유산청 국가유산포털